# KBO 리그 홈런 관련 기록 - 개인

## 통산 기록

### 홈런
순위
- 아래 기록은 2017년 시즌 전 기준 기록이다. 10위 이후 순위 및 기록 추이/연도별 통산 순위는 한국 프로 야구 개인 통산 최다 홈런 항목 참조.(진한 색 줄은 현재 뛰고 있는 선수임)

| 순위 | 홈런 수 | 선수   | 소속                    | 기간                             | 시즌 수  | 통산 경기수 | 주석 및 기타                      |
| 1    | 500개   | 최정   | SSG                     | 2005년 - 현재까지 -              | 16시즌 - | ???경기 -   | 투수 출신                         |
| 2    | 467개   | 이승엽 | 삼성                    | 1995년 - 2003년/ 2012년 - 2017년 | 15시즌   | 1906경기    |                                   |
| 3    | 351개   | 박병호 | LG - 키움 - kt - 삼성   | 2005년 -                         | 18시즌   | 2135경기    |                                   |
| 4    | 340개   | 장종훈 | 빙그레 - 한화           | 1987년 - 2005년                  | 19시즌   | 1950경기    |                                   |
| 5    | 330개   | 이호준 | 해태 - SK - NC          | 1996년 -                         | 20시즌 - | 1976경기 -  | 투수 출신(1994년 입단)            |
| 6    | 328개   | 심정수 | OB (두산) - 현대 - 삼성 | 1998년 - 2008년                  | 15시즌   | 1450경기    |                                   |
| 7    | 314개   | 박경완 | 쌍방울 - 현대 - SK      | 1991년 - 2013년                  | 23시즌   | 2043경기    | 포수 최다 홈런 (2위 이만수 252개) |
| 8    | 311개   | 송지만 | 한화 - 현대 - 넥센      | 1996년 - 2013년(2014년 은퇴)     | 18시즌   | 1938경기    |                                   |
| 9    | 300개   | 박재홍 | 현대 - KIA - SK         | 1996년 - 2012년                  | 17시즌   | 1797경기    |                                   |
| 10   | 283개   | 이범호 | 한화 - KIA              | 2000년 - 2009년/ 2011년 -        | 16시즌 - | 1766경기 -  |                                   |
| 11   | 276개   | 김태균 | 한화                    | 2001년 - 2009년/ 2012년 -        | 14시즌 - | 1653경기 -  |                                   |

기록 추이
| 기록      | 선수   | 소속 | 날짜         | 구장 | 상대팀 | 상대 투수     | 경기 수 | 달성 당시 나이 | 주석 및 기타                                |
| 1 - 3     | 이만수 | 삼성 | 1982. 03. 27 | 서울 | MBC    | 유종겸        | 1       | 23세 6개월 8일 | 5회초 1점                                   |
| 4 - 11    | 김우열 | OB   | 1982. 04. 15 | 서울 | 삼미   | 감사용        |         |                | 3회초 1점                                   |
| 12- 14    | 김봉연 | 해태 | 1982. 07. 24 | 광주 | 롯데   | 김문희 이진우 |         |                | 2회 1점(12호), 3회 2점(13호)                |
| 15        | 김준환 | 해태 | 1982. 09. 05 | 광주 | OB     | 황태환        |         |                | 5회 2점                                     |
| 16        | 백인천 | MBC  | 1982. 09. 08 | 부산 | 롯데   |               |         |                | 9회 1점, 이 경기에서 1회에도 만루 홈런을 침 |
| 17 - 46   | 김봉연 | 해태 | 1982. 09. 16 | 광주 | MBC    |               |         |                | 6회 1점                                     |
| 47 - 50   | 이만수 | 삼성 | 1984. 05. 01 | 대전 | OB     |               |         |                | 3회초 3점 (시즌 7호)                        |
| 51 - 59   | 김봉연 | 해태 | 1984. 05. 14 | 서울 | MBC    | 정순명        |         |                | 1회 2점 (시즌 7호)                          |
| 60 - 64   | 이만수 | 삼성 | 1984. 08. 08 | 인천 | 삼미   |               |         |                | 8회 3점 (시즌 20호)                         |
| 65        | 김봉연 | 해태 | 1985. 04. 17 | 광주 | MBC    |               |         |                | 1회 2점 시즌 4호                            |
| 66 - 94   | 이만수 | 삼성 | 1985. 04. 28 | 대구 | OB     | 계형철        |         |                | 4회 2점, 시즌 3호                           |
| 95 - 97   | 김봉연 | 해태 | 1986. 07. 20 | 광주 | 삼성   |               |         |                | 6회 3점 (시즌 17호)                         |
| 98 - 252  | 이만수 | 삼성 | 1986. 08. 27 | 대구 | MBC    | 유종겸        |         |                | 5회 1점 (시즌 13호)                         |
| 253 - 340 | 장종훈 | 한화 | 1999. 05. 23 | 광주 | 해태   |               |         |                | 8회 2점 홈런.                               |
| 341 - 351 | 양준혁 | 삼성 | 2009. 05. 09 | 대구 | LG     | 류택현        |         |                | 6회말 1점                                   |
| 352       | 이승엽 | 삼성 | 2013. 06. 20 | 문학 | SK     | 윤희상        | 1324    |                | 3회초 1사 1,3루 3점 홈런                    |

### 만루 홈런
기록 추이
| #  | 기록   | 선수   | 소속   | 날짜         | 구장 | 상대팀 | 상대 투수 | 경기 수 | 달성 당시 나이 | 주석 및 기타                                                                       |
| 1  | 1홈런  | 이종도 | MBC    | 1982. 03. 27 | 서울 | 삼성   | 이선희    | 1       |                | 한국 프로 야구 원년 개막전 끝내기 만루홈런(10회)                                   |
| 2  | 5홈런  | 김용철 | 삼성   | 1991. 08. 15 | 대구 | 빙그레 | 장정순    |         |                | 6회말 2사 역전 만루 홈런 90년 9월 12일 만루홈런 91년 4월 13일 3호 91년 8월 7일 4호 |
|    | 6홈런  | 김기태 | 쌍방울 | 1997. 05. 18 | 군산 | 해태   | 김상진    |         |                |                                                                                    |
|    | 7홈런  | 김기태 | 쌍방울 | 1997. 06. 17 |      | 한화   |           |         |                |                                                                                    |
|    | 8홈런  | 김기태 | 삼성   | 2000. 07. 12 | 대전 | 한화   |           |         |                | 0-2로 뒤진 4회초 ,                                                                 |
|    | 9홈런  | 김기태 | SK     | 2004. 08. 14 | 인천 | 한화   |           |         |                | 5회말 1사 4-4 동점,                                                                |
| 4  | 10홈런 | 심정수 | 현대   | 2004. 10. 05 | 수원 | 삼성   | 신승현    |         |                | 3회                                                                                |
| 5  | 11홈런 | 심정수 | 삼성   | 2005. 04. 03 | 대구 | 롯데   | 장원준    |         |                | 1회 무사만루 2구째, 135m 장외 만루포                                               |
| 6  | 12홈런 | 심정수 | 삼성   | 2007. 10. 03 | 대전 | 한화   | 세드릭    |         |                | 0-1로 뒤진 5회말                                                                   |
| 7  | 13홈런 | 강민호 | 롯데   | 2006. 06. 21 | 창원 | LG     | 강상수    |         |                | 1회 2사만루                                                                        |
| 8  | 14홈런 | 강민호 | 롯데   | 2010. 05. 15 | 잠실 | LG     | 박명환    |         |                | 5회                                                                                |
| 9  | 15홈런 | 강민호 | 롯데   | 2010. 07. 30 | 사직 | LG     | 강철민    |         |                |                                                                                    |
| 10 | 16홈런 | 강민호 | 롯데   | 2012. 06. 02 | 사직 | 넥센   | 김영민    |         |                | 1회말 2사만루                                                                      |
| 11 | 17홈런 | 강민호 | 롯데   | 2015. 04. 12 | 사직 | 두산   | 이원재    |         |                | 12-4 앞선 8회말 2사만루                                                            |
| 12 | 16홈런 | 최정   | SSG    | 2024. 09. 30 | 인천 | 키움   | 김동혁    |         |                | 4-0으로 앞선 4회말 2사만루                                                         |
| 13 | 17홈런 | 이범호 | KIA    | 2017. 10. 30 | 잠실 | 두산   | 니퍼트    |         |                | 1-0으로 앞선 3회초 2사만루                                                         |

## 시즌 기록

### 한 시즌 개인 최다 홈런 순위
| 순위 | 기록 | 선수            | 팀   | 연도   | 경기수  | 홈런당 경기수 | 주석 및 기타                   |
| 1    | 56개 | 이승엽          | 삼성 | 2003년 | 131경기 | 0.434개       | 역대 한 시즌 최다 홈런 기록    |
| 2    | 54개 | 이승엽          | 삼성 | 1999년 | 132경기 | 0.41개        |                                |
| 3    | 53개 | 심정수          | 현대 | 2003년 | 133경기 | 0.40개        | 역대 외야수 최다 홈런 기록     |
| 3    | 53개 | 박병호          | 넥센 | 2015년 | 140경기 | 0.38개        | 역대 최초 2년 연속 50홈런 기록 |
| 5    | 52개 | 박병호          | 넥센 | 2014년 | 128경기 | 0.41개        |                                |
| 6    | 48개 | 야마이코 나바로 | 삼성 | 2015년 | 140경기 | 0.34개        | 역대 2루수 최다 홈런 기록      |
| 7    | 47개 | 이승엽          | 삼성 | 2002년 | 133경기 | 0.35개        |                                |
| 7    | 47개 | 에릭 테임즈     | NC   | 2015년 | 142경기 | 0.33개        | 역대 최초 40-40클럽 달성       |
| 9    | 46개 | 심정수          | 현대 | 2002년 | 133경기 | 0.35개        |                                |
| 9    | 46개 | 최정            | SK   | 2017년 | 144경기 | 개            |                                |

### 개인 한 시즌 최다 홈런 기록 추이
| # | 기록 | 연도   | 선수        | 소속   | 팀 경기수 | 시즌 타율 | 주석 및 기타 |
| 1 | 22개 | 1982년 | 김봉연      | 해태   | 80경기 | 0.331     |              |
| 2 | 27개 | 1983년 | 이만수      | 삼성   | 100경기 | 0.294     |              |
| 2 | 27개 | 1983년 | 이만수      | 삼성   | * 8월 30일 광주 해태 전(DH 1) 9회초 2사 이상윤을 상대로 솔로 홈런을 시즌 23호 홈런 기록                                    |           |              |
| 3 | 30개 | 1988년 | 김성한      | 해태   | 108경기 | 0.324     |              |
| 3 | 30개 | 1988년 | 김성한      | 해태   | * 9월 6일 전주 삼성 전(DH 1) 4회 2점, 8회 4점 홈런으로 시즌 29호 홈런 기록                                                 |           |              |
| 4 | 35개 | 1991년 | 장종훈      | 빙그레 | 126경기 | 0.345     |              |
| 4 | 35개 | 1991년 | 장종훈      | 빙그레 | * 8월 23일 잠실 OB 전 5회 2점, 9회 3점 홈런을 터뜨려 시즌 31호 홈런 기록                                                   |           |              |
| 5 | 41개 | 1992년 | 장종훈      | 빙그레 | 126경기 | 0.299     |              |
| 5 | 41개 | 1992년 | 장종훈      | 빙그레 | * 8월 28일 부산 롯데 전 1회초 염종석의 공을 2점 홈런으로 연결시켜 시즌 36호 홈런 기록                                      |           |              |
| 6 | 42개 | 1998년 | 타이론 우즈 | OB     | 126경기 | 0.305     |              |
| 6 | 42개 | 1998년 | 타이론 우즈 | OB     | * 10월 1일 서울 현대 전 4회말 0-1로 뒤진 무사 1루 상황에서 나와 정민태의 4구째를 2점 홈런으로 연결시켜 시즌 42호 홈런 기록 |           |              |
| 7 | 54개 | 1999년 | 이승엽      | 삼성   | 132경기 | 0.323     |              |
| 7 | 54개 | 1999년 | 이승엽      | 삼성   | * 8월 2일 대구 롯데 전 5회말 2-2 선두 타자로 나와 문동환의 초구를 1점 홈런으로 연결시켜 시즌 43호 홈런 기록                |           |              |
| 8 | 56개 | 2003년 | 이승엽      | 삼성   | 133경기 | 0.301     |              |
| 8 | 56개 | 2003년 | 이승엽      | 삼성   | * 9월 25일 광주 기아 전 6회초 김진우의 4구째를 2점 홈런으로 연결시켜 시즌 55호 홈런 기록                                   |           |              |

## 한 이닝 기록

### 한 이닝 팀 최다 홈런 기록 추이
| # | 기록 | 팀   | 타자                                                                      | 날짜         | 구장 | 상대 팀 | 상대 투수 | 경기 결과   | 주석 및 기타          |
|   | 3개  | MBC  | 3회초, 8번 이광은, 3번 김용윤(2점), 4번 백인천                            | 1982. 05. 16 | 구덕 | 롯데    |           | 7-5 MBC 승  | [ 23 ]                |
|   | 4개  | KIA  | 3회초, 1번 이용규(3점), 3번 채종범(2점), 4번 최희섭(1점), 1번 이용규(4점) | 2010. 07. 29 | 사직 | 롯데    |           | 12-5 KIA 승 | 한 이닝 사이클링 홈런 |
|   | 5개  | 현대 | 7회초.                                                                    | 2000. 04. 05 | 대전 | 한화    |           |             |                       |

## 연속 기록

#### 연속 경기 홈런 기록 추이
| # | 기록  | 선수   | 소속 | 날짜         | 구장 | 상대팀 | 상대 투수       | 기록 시작         | 경기 결과      | 주석 및 기타                         |
| 1 | 2경기 | 이만수 | 삼성 | 1982. 03. 27 | 서울 | MBC    | 유종겸          | 3월 27일 MBC 전   | 7 - 11 MBC 승  | 1경기/ 5회초 1점                     |
| 1 | 2경기 | 이만수 | 삼성 | 1982. 03. 28 | 대구 | 삼미   |                 | 3월 27일 MBC 전   | 5 - 3 삼미 승  | 2경기/ 4회말 1점, 7회 2점            |
|   | 4경기 | 이만수 | 삼성 | 1982. 07. 14 | 대구 | 해태   |                 | 월 일 전          | 2 - 6 삼성 승  | 3경기/ 5회말 1점 홈런                |
|   | 4경기 | 이만수 | 삼성 | 1982.07. 15  | 대구 | 해태   | 김용남          | 월 일 전          | 6 - 8 삼성 승  | 4경기/ 2회말 1점 홈런                |
|   | 5경기 | 김민호 | 롯데 | 1988. 04. 17 | 인천 | 태평양 | 김일부          | 4월 10일 해태 전  | 11 - 5 롯데 승 | 7회초 1점 홈런                       |
|   | 6경기 | 이승엽 | 삼성 | 1999. 07. 25 | 대구 | 해태   |                 | 7월 19일 롯데 전  |                |                                      |
|   | 9경기 | 이대호 | 롯데 | 2010. 08. 12 | 사직 | 삼성   | 안지만          | 8월 4일 두산 전 - | 10 - 7 삼성 승 | 7경기/ 7회말 2점 홈런.               |
|   | 9경기 | 이대호 | 롯데 | 2010. 08. 13 | 광주 | 기아   | 아킬리노 로페즈 | 8월 4일 두산 전 - | 2 - 7 기아 승  | 8경기/ 7회초 1점 홈런 세계 타이 기록 |
|   | 9경기 | 이대호 | 롯데 | 2010. 08. 14 | 광주 | 기아   | 김희걸          | 8월 4일 두산 전 - | 10 - 2 롯데 승 | 9경기/ 2회초 3점 홈런 세계 신기록    |

#### 연타석 홈런 기록 추이
| # | 기록 | 선수          | 소속          | 날짜              | 구장      | 상대팀 | 홈런                                                        | 경기 결과    | 주석 및 기타 |
|   | 2개  | 이만수        | 삼성 라이온즈 | 1982. 03. 28      | 대구      | 삼미   | 4회 1점, 7회 2점                                            | 5 - 3        | [ 30 ]       |
|   | 3개  | 장효조        | 삼성 라이온즈 | 1983. 05. 14 - 15 | 청주 대전 | OB     | 9회초 1점(투수:정선두) 2회초 1점, 4회 1점(투수:모두 강철원) | 11 - 3 4 - 8 | [ 31 ]       |
|   | 4개  | 박경완        | 현대          | 2000.05. 19       | 대전      | 한화   | 2회(1점), 3회(2점), 5회(1점) 6회(2점)                       | 20 - 2       |              |
|   |      | 윌린 로사리오 | 한화          | 2017.05. 19       | 수원      | KT     | 2회(2점), 5회(1점), 6회(3점), 7회(1점)                      | 15 - 14      |              |

## 기타 기록

### 최연소 타자 홈런 기록 추이
| # | 나이           | 선수   | 소속 | 날짜        | 구장   | 상대팀 | 상대 투수 | 주석 및 기타                             |
| 1 | 23세 6개월 8일 | 이만수 | 삼성 | 1982. 3. 27 | 동대문 | MBC    | 유종겸    | 5회초 1점 홈런, 한국 프로 야구 최초 홈런 |
| 2 | 21세 2개월 9일 | 신경식 | OB   | 1982. 3. 28 | 동대문 | MBC    |           | 9회초 2점.                               |

### 최고령 타자 홈런 기록 추이
| # | 나이                                                                                            | 선수                                                                                            | 소속                                                                                            | 날짜                                                                                            | 구장                                                                                            | 상대팀                                                                                          | 상대 투수                                                                                       | 주석 및 기타                                                                                    |
| 1 | 23세 6개월 8일                                                                                  | 이만수                                                                                          | 삼성                                                                                            | 1982. 3. 27                                                                                     | 서울                                                                                            | MBC                                                                                             | 유종겸                                                                                          | 5회초 1점 홈런, 한국 프로 야구 최초 홈런                                                        |
| 2 | 38세 4개월                                                                                      | 백인천                                                                                          | MBC                                                                                             | 1982. 3. 27                                                                                     | 서울                                                                                            | 삼성                                                                                            | 황규봉                                                                                          | 6회말 1점 홈런                                                                                  |
| 2 | 40세 9개월 16일                                                                                 | 백인천                                                                                          | 삼미                                                                                            | 1984. 9. 13                                                                                     | 구덕                                                                                            | 롯데                                                                                            |                                                                                                 | 1984년 은퇴.                                                                                    |
| 3 | 40세 11개월 11일                                                                                | 펠릭스 호세                                                                                     | 롯데                                                                                            | 2006. 4. 13                                                                                     | 사직                                                                                            | SK                                                                                              | 윤길현                                                                                          | 1회말 3점 홈런.                                                                                 |
| 3 | 42세 8일                                                                                        | 펠릭스 호세                                                                                     | 롯데                                                                                            | 2007. 5. 10                                                                                     | 문학                                                                                            | SK                                                                                              | 이영욱                                                                                          | 0-1로 뒤진 3회초 우중간 펜스를 넘어가는 2점포. 2007년 은퇴.                                     |
| * | * 국내 선수 최고령 기록: 삼성 진갑용- 41세 2일 (2015년 5월 10일, 인천 SK 전, 상대 투수 채병룡 ) | * 국내 선수 최고령 기록: 삼성 진갑용- 41세 2일 (2015년 5월 10일, 인천 SK 전, 상대 투수 채병룡 ) | * 국내 선수 최고령 기록: 삼성 진갑용- 41세 2일 (2015년 5월 10일, 인천 SK 전, 상대 투수 채병룡 ) | * 국내 선수 최고령 기록: 삼성 진갑용- 41세 2일 (2015년 5월 10일, 인천 SK 전, 상대 투수 채병룡 ) | * 국내 선수 최고령 기록: 삼성 진갑용- 41세 2일 (2015년 5월 10일, 인천 SK 전, 상대 투수 채병룡 ) | * 국내 선수 최고령 기록: 삼성 진갑용- 41세 2일 (2015년 5월 10일, 인천 SK 전, 상대 투수 채병룡 ) | * 국내 선수 최고령 기록: 삼성 진갑용- 41세 2일 (2015년 5월 10일, 인천 SK 전, 상대 투수 채병룡 ) | * 국내 선수 최고령 기록: 삼성 진갑용- 41세 2일 (2015년 5월 10일, 인천 SK 전, 상대 투수 채병룡 ) |

## 포지션 별

### 포지션별 최고령 홈런
| 포지션 | 나이         | 선수   | 소속 | 날짜         | 구장 | 상대팀 | 상대 투수 | 주석 및 기타         |
| 유격수 | 38세7개월8일 | 권용관 | 한화 | 2015. 04. 27 | 인천 | SK     | 윤희상    | 4회초 좌월 솔로 홈런 |

## 같이 보기
- 한국 프로 야구 홈런 관련 기록 - 팀